# Seymour Cassel
Seymour Joseph Cassel (født 22. januar 1935 i Detroit, Michigan i USA, død 7. april 2019 i Los Angeles, Californien, USA) var en amerikansk skuespiller, der var Oscar-nomineret for sin birolle i filmen Faces fra 1968.
Cassels tidlige skuespillerkarriere var forbundet med skuespilleren John Cassavetes, der var hans gode ven.
Cassel havde en lille rolle i Steve Buscemis instruktørdebut Trees Lounge og har optrådt i tre Wes Andersons film: Rushmore, The Royal Tenenbaums og The Life Aquatic with Steve Zissou.

## Personligt
Cassel giftede sig med Elizabeth Deering i 1964; de fik to børn inden de blev skilt i 1983.
Guitaristen Slash (hvis rigtige navn er Saul Hudson), var barndomsvenner med Cassels søn, og har tilskrevet Cassel æren for at give ham sit kunstnernavn, fordi han altid rendte fra et sted til et andet, og aldrig sad stille.
Cassel døde den 7. april 2019, som 84-årig.

## Filmografi
*Ekskl. mere end 10 tv-film
- Shadows (1958) (uncredited)
- Man on a String (1960) som Hotel Pageboy (uncredited)
- Juke Box Racket (1960) som Seymour
- Murder, Inc. (1960) som Teenager (uncredited)
- Too Late Blues (1961) som Red
- The Webster Boy (1962) som Vic
- The Nutty Professor (1963) som Bored Man (uncredited)
- The Killers (1964) som Postal Clerk
- The Hanged Man (1964, TV Movie) som Bellboy
- Faces (1968) som Chet
- The Sweet Ride (1968) som Surfer / Cyclist (uncredited)
- Coogan's Bluff (1968) som Young Hood
- The Revolutionary (1970) som Leonard II
- Minnie and Moskowitz (1971) som Seymour Moskowitz
- Moment to Moment (1975) som Wise Guy (uncredited)
- The Killing of a Chinese Bookie (1976) som Mort Weil
- The Last Tycoon (1976) som Seal Trainer
- Death Game (1977) som George Manning
- Black Oak Conspiracy (1977) som Homer Metcalf
- Valentino (1977) som George Ullman
- Opening Night (1978) som Himself (uncredited)
- Convoy (1978) som Governer Haskins
- California Dreaming (1979) som Duke Slusarski
- Ravagers (1979) som Blind Lawyer
- Sunburn (1979) som Dobbs
- Mr. Mike's Mondo Video (1979) som Himself
- The Mountain Men (1980) som La Bont
- King of The Mountain (1981) som Barry Tanner
- Double Exposure (1982) som Dr. Frank Curtis
- Love Streams (1984) som Jack Lawson
- Beverly Hills Madam (1986, TV Movie) som Tony
- Eye of the Tiger (1986) som Sheriff
- Tin Men (1987) som Cheese
- Best Seller (1987) som Carter (uncredited)
- Survival Game (1987) som Dave Forrest
- Plain Clothes (1987) som Ed Malmburg
- Johnny Be Good (1988) som Wallace Gibson
- Colors (1988) som Sullivan
- Track 29 (1988) som Dr. Bernard Fairmont
- Wicked Stepmother (1989) som Feldshine, Magick Shop Owner
- I'm Almost Not Crazy: John Cassavetes, the Man and His Work (1989, Documentary) som Himself
- Sweet Bird of Youth (1989) som Hatcher
- Dick Tracy (1990) som Sam Catchem
- Cold Dog Soup (1990) som Jojo
- White Fang (1991) som Skunker
- Mobsters (1991) som Father Bonotto
- Cold Heaven (1991) som Tom Farrelly
- Diary of a Hitman (1991) som Koening
- In the Soup (1992) som Joe
- Love Is Like That (1992) som Uncle Bud
- Chain of Desire (1992) som Mel
- Honeymoon in Vegas (1992) som Tony Cataracts
- Adventures in Spying (1992) som Ray Rucker
- Trouble Bound (1993) som Santino
- Indecent Proposal (1993) som Mr. Shackleford
- Boiling Point (1993) som Virgil Leach
- When Pigs Fly (1993) som Frank
- Chasers (1994) som Master Chief Bogg
- It Could Happen To You (1994) som Jack Gross
- There Goes My Baby (1994) som Pop
- Dark Side of Genius (1994) som Samuel Rourke
- Imaginary Crimes (1994) som Eddie
- Hand Gun (1994) som Jack McCallister
- Tollbooth (1994) som Larry / Leon
- Good Company (1996, TV series) som Jack O'Shea
- Dead Presidents (1995) som Saul (uncredited)
- Things I Never Told You (1996) som Frank
- Dream for an Insomniac (1996) som Uncle Leo
- Trees Lounge (1996) som Uncle Al
- Slaughter of the Cock (1996) som Ahilleas
- Dead Girl (1996) som Ira Golub
- Caméléone (1996) som Francis
- The Last Home Run (1996) som Older Jonathan
- Tracey Takes On... (1996-1999, TV Series) som Candy Casino
- This World, Then the Fireworks (1997) som Detective Harris
- Cannes Man (1997) som Sy Lerner
- Obsession (1997, German TV) som Jacob Frischmuth
- Motel Blue (1997) som Capistrano Minister
- The Last Don I & II (1997, TV Series) som Alfred Gronevelt
- Hollywood Salome (1998)
- Relax...It's Just Sex (1998) som Emile Pillsbury
- Hoods (1998) som Pop Martinelli (uncredited)
- The Treat (1998) som Chip O'Herlihee
- Snapped (1998) som Bob
- Rushmore (1998) som Bert Fischer
- The Last Call (1998)
- Getting to Know You (1999) (uncredited)
- Ballad of the Nightingale (1999) som Jimmy
- Smoking Cuban Style (1999) som Dragan
- Me and Will (1999) som Roy
- Black and White (1999) som Sal
- Temps (1999) som Arthur, the studio president
- Animal Factory (2000) som Lt. Seeman
- The Crew (2000) som Tony 'Mouth' Donato
- Just One Night (2000) som Arthur Imperial
- The Sleepy Time Gal (2001) som Bob
- Bartleby (2001) som Frank Waxman
- 61* (2001, TV Movie) som Sam Simon
- Women of the Night (2001) som Sally
- The Cure for Boredom (2001) som Eddie
- The Royal Tenenbaums (2001) som Dusty
- The Chameleon (2001) som Richard Cavanaugh
- Passionada (2002) som Daniel Vargas
- Sonny (2002) som Albert
- Stealing Harvard (2002) som Uncle Jack
- Manna from Heaven (2002) som Stanley
- The Burial Society (2002) som Sam Goldberg
- The Biz (2002) som Eugene Hinkle
- A Good Night to Die (2003) som Guy
- Stuck on You (2003) som Morty O'Reilly
- Sweet Underground (2004) som Wally
- Thanksgiving (2004, Short) som Del
- The Life Aquatic with Steve Zissou (2004) som Esteban du Plantier
- Lonesome Jim (2005) som Don
- The Wendell Baker Story (2005) som Boyd Fullbright
- Bittersweet Place (2005) som Jack "Pappy" Schaffer
- The Tenants (2005) som Levenspiel
- Before It Had a Name (2005) som Jeff
- Welcome to California (2005) som Jim's Father
- Circadian Rhythm (2005) som Hoover
- Sea of Dreams (2006) som Tomaso
- Hollywood Dreams (2006) som Rupert
- Heist (2006, TV series) som Pops
- Ray of Sunshine (2006) som Victor
- Artie Lange's Beer League (2006) som Dirt
- The Happiest Day of His Life (2007) som Mrd. Jacobs
- Postal (2007) som Paul
- Cosmic Radio (2007) som Malcolm Stone
- Beau Jest (2008) som Abe Goldman
- Barbiere, IL (2008) som Mort
- Big Heart City (2008) som Larry
- Reach for Me (2008) som Alvin
- Flight Of The Conchords (2009, TV Series) som Johnny Boy
- Staten Island (2009) som Jasper Sabiano
- Not Dead Yet (2009) som Francis
- Irene in Time (2009)
- Chasing 3000 (2010) som Poppy
- Kissing Strangers (2010) som Mr. Koster
- Pete Smalls Is Dead (2010) som Saco
- Now Here (2010) som Commissioner
- Fort McCoy (2011) som Father Mivkovek
- Without Borders (2011) som Detective McKenneth
- L!fe Happens (2011) som Pop Pop
- Freerunner (2011) som Gramps
- The Call (2011, co-starring Ryan Newman)
- Silver Case (2012, directed by Christian Filippella) som Dealer
- Booster (2012) som Harold
- Broken Kingdom (2012) som Clayton
- Lost Angeles (2012) som Film Critic
- The Secret Lives of Dorks (2013) som Principal
- Pride of Lions (2014) som Dominic Ackers
- Lucky Dog (2014) som The Real Spencer
- The Algerian (2014) som Professor Wright
- At the Maple Grove (2014) som Boyle
- The Last Beat (2014)
- Silver Case: Director's Cut (2015) som Dealer